# Komenda Stołeczna Policji
Komenda Stołeczna Policji – jednostka organizacyjna Policji na prawach komendy wojewódzkiej (podlegającej bezpośrednio Komendzie Głównej Policji).
Komenda mieści się w pałacu Mostowskich przy ul. Nowolipie 2 w Warszawie.

## Status i siedziba jednostki
Województwo mazowieckie jest jedynym, którego obszar podzielono na dwa garnizony Policji o statusie wojewódzkim:
- garnizon stołeczny obejmuje swoim zasięgiem obszar aglomeracji warszawskiej, tj. terytorium m.st. Warszawy oraz dziewięciu powiatów: grodziskiego, legionowskiego, mińskiego, nowodworskiego, otwockiego, piaseczyńskiego, pruszkowskiego, warszawskiego zachodniego i wołomińskiego,
- garnizon mazowiecki Policji to pozostała część województwa mazowieckiego, za który odpowiada Komenda Wojewódzka Policji z siedzibą w Radomiu.

## Struktura Komendy
W skład KSP wchodzą: 
- Gabinet Komendanta Stołecznego Policji
- Oddział Prewencji Policji
- Samodzielny Pododdział Kontrterrorystyczny Policji
- Laboratorium Kryminalistyczne
- Stołeczne Stanowisko Kierowania
- Wydział Administracyjno-Gospodarczy
- Wydział do spraw Odzyskiwania Mienia
- Wydział do spraw Zwalczania Przestępczości Pseudokibiców
- Wydział do walki z Korupcją
- Wydział do walki z Przestępczością Gospodarczą
- Wydział do walki z Przestępczością Narkotykową
- Wydział do walki z Przestępczością Samochodową
- Wydział do walki z Terrorem Kryminalnym i Zabójstw
- Wydział Dochodzeniowo-śledczy
- Wydział Doskonalenia Zawodowego
- Wydział Finansów i Budżetu
- Wydział Inwestycji i Remontów
- Wydział Kadr
  - Sekcja do spraw Doboru Wydziału Kadr
- Wydział Komunikacji Społecznej
- Wydział Kontroli
- Wydział Konwojowy
- Wydział Kryminalny
- Wydział Ochrony Informacji Niejawnych i Archiwum
- Wydział Ochrony Placówek Dyplomatycznych
- Wydział Postępowań Administracyjnych
- Wydział Prewencji
- Wydział Psychologów
- Wydział Ruchu Drogowego
- Wydział Teleinformatyki
- Wydział Transportu
- Wydział Wywiadowczo-Patrolowy
- Wydział Wywiadu Kryminalnego
- Wydział Zamówień Publicznych
- Wydział Zaopatrzenia
- Jednoosobowe Stanowisko ds. Ochrony Praw Człowieka
- Zespół ds. Audytu Wewnętrznego
- Zespół ds. Medycyny Pracy
- Zespół Funduszy Pomocowych
- Zespół Prawny.

## Komendanci stołeczni policji (lista niepełna)
- 03.1995–11.1995: inspektor Arnold Superczyński (p.o.od marca 1995)[3][4][5]
- 04.1999–13.01.2002: inspektor Antoni Kowalczyk
- 14.01.2002–27.10.2006: inspektor Ryszard Siewierski
- 2006–2008: podinspektor Jacek Kędziora
- 2008–2012: nadinspektor Adam Mularz
- 2012–2013: nadinspektor Mirosław Schossler
- 2013–2014: nadinspektor Dariusz Działo
- 2014–2015: nadinspektor Michał Domaradzki
- 2016–2017: inspektor Robert Żebrowski[6]
- 2017: inspektor Rafał Kubicki[7]
  - 2017: mł. insp. Andrzej Krajewski (od 24 października do 16 listopada 2017 w zastępstwie Rafała Kubickiego, który po złożeniu    rezygnacji przebywał na urlopie)
- 2017–2021: nadinspektor Paweł Dobrodziej
- 2021−2024: nadinspektor Paweł Dzierżak
- od 2024: inspektor Dariusz Walichnowski[8]